# NGC 97
NGC 97 (другие обозначения — UGC 216, MCG 5-2-7, ZWG 500.9, PGC 1442) — эллиптическая галактика (E) находится на расстоянии 230 миллионов световых лет в созвездии Андромеда. В этом же созвездии расположены также NGC 74 и NGC 76.
Обнаружена 16 сентября 1828 года английским полиматом Джоном Гершилем.
Этот объект входит в число перечисленных в оригинальной редакции «Нового общего каталога».
Галактика NGC 97 входит в состав группы галактик NGC 108. Помимо NGC 97 в группу также входят NGC 108, UGC 310, CGCG 500-15, UGC 234 и MGC 5-2-11.